# Eleni Foureira
Eleni Foureira (řecky Ελένη Φουρέιρα Eléni Fouréira, rodným jménem Entela Fureraj; 7. března 1987 Fier, Albánie) je řecká zpěvačka, herečka, tanečnice a módní návrhářka albánského původu. Hudební kariéru začala v roce 2007 jako členka řecké dívčí skupiny Mystique, jako sólová zpěvačka začala účinkovat v roce 2009, kdy se tato skupina rozpadla.
Eleni reprezentovala Kypr na Eurovision Song Contest 2018 v portugalském Lisabonu. Podle kurzů sázkových kanceláří patřila k největším favoritům a měla největší šanci na výhru, nicméně s 436 body skončila na druhém místě za izraelskou reprezentantkou Nettou Barzilai.

## Biografie
Eleni Foureira se narodila jako Entela Fureraj do albánské rodiny v albánském městě Fier. Má tři sourozence. V jejích 11 letech s rodinou emigrovala do Řecka, jelikož v Albánii v té době probíhala občanská válka. V Řecku získala své řecké jméno a též řecké občanství. Vyrostla tak ve městě Kallithea, které leží poblíž Athén.
V letech 2007 až 2009 byla Eleni členkou dívčí hudební skupiny Mystique. Po rozpadu skupiny začala působit jako sólová zpěvačka a začala zpívat jak v řečtině, tak v angličtině. V letech 2015 až 2016 hrála v hudební komedii Barbarella: the 80's Musical. Poslední desku vydala v roce 2017.
Eleni se několikrát zúčastnila řeckého národního výběru pro reprezentaci na Eurovision Song Contest, poprvé již v roce 2010. Následně se pokusila v roce 2013, ale neuspěla. Naposledy se pokusila o výhru v národním výběru v letech 2016 a 2017, ale též neuspěla. V únoru 2018 byla vybrána jako reprezentantka Kypru. Kurzy sázkových kanceláří jí v den prvního semifinále (8. května 2018), kdy Eleni vystoupila, posunuly na první místo. Ze semifinále postoupila do finále Eurovision Song Contest, stejně jako český reprezentant Mikolas Josef. Ve finále pak skončila i přes předpoklady bookmakerů na druhém místě za izraelskou reprezentantkou Nettou Barzilai.